# Gommelberg
Der Gommelberg ist ein 575 m ü. NHN hoher bewaldeter Basaltkegel nördlich von Pleußen im Oberpfälzer Landkreis Tirschenreuth. Er zählt zum Naturraum Lausnitzer Randberge im Fichtelgebirge.

## Geographie
Im Westen des Berges verläuft die Staatsstraße 2176 von Konnersreuth nach Mitterteich und im Süden die Bundesstraße 299 von Mitterteich nach Waldsassen. Nahe dem Gipfel befindet sich eine 1634 erbaute Kapelle.

## Geologie
Zwischen Marktredwitz, Mitterteich, Konnersreuth und Seußen liegt ein großes Basalteruptionsgebiet. Es ist der westlichste Ausläufer des nordböhmischen Basaltvulkanismus. Im Miozän ist hier flüssige Basaltmasse durch den Granit emporgedrungen.

## Wirtschaft
In der Gipfelregion befinden sich mehrere Basalt-Steinbrüche.